# Liste der Naturdenkmale in Bühlertal
| Naturdenkmale | Anzahl |
| ------------- | ------ |
| FND           | 0      |
| END           | 5      |
| Gesamt        | 5      |

Die Liste der Naturdenkmale in Bühlertal nennt die verordneten Naturdenkmale (ND) der im baden-württembergischen Landkreis Rastatt liegenden Gemeinde Bühlertal. In Bühlertal gibt es insgesamt fünf als Naturdenkmal geschützte Objekte, keines ist ein flächenhaftes Naturdenkmal (FND), alle sind Einzelgebilde-Naturdenkmale (END).
Stand: 31. Oktober 2016.

## Einzelgebilde (END)
| Name                     | Bild | Kennung     | Einzelheiten | Position | Fläche Hektar | Datum        |
| ------------------------ | ---- | ----------- | ------------ | -------- | ------------- | ------------ |
| Eiche beim Wiedenfelsen  | BW   | 82160080005 | Bühlertal    | ⊙        | 0,0           | 5. Dez. 1974 |
| Scheckenfelsen           | BW   | 82160080003 | Bühlertal    | ⊙        | 0,0           | 7. Okt. 1959 |
| Schwarze Felsen          | BW   | 82160080004 | Bühlertal    | ⊙        | 0,0           | 7. Okt. 1959 |
| Sickenwalder Horn        | BW   | 82160080006 | Bühlertal    | ⊙        | 0,0           | 7. Okt. 1959 |
| Wiedenfelsen             |      | 82160080001 | Bühlertal    | ⊙        | 0,0           | 7. Okt. 1959 |
| Legende für Naturdenkmal |      |             |              |          |               |              |